# Apseudes bermudeus
Apseudes bermudeus är en kräftdjursart som beskrevs av Mihai Bacescu 1980. Apseudes bermudeus ingår i släktet Apseudes och familjen Apseudidae. Inga underarter finns listade i Catalogue of Life.